# Chiricahua Mountains
Chiricahua Mountains je pohoří v okresu Cochise County na jihovýchodě státu Arizona ve Spojených státech amerických. Nejvyšším bodem pohoří je s nadmořskou výškou 2975 m n. m. hora Chiricahua Peak. Je součástí Národního lesa Coronado.